# Фукоза
Фукоза, 6-дезоксигалактоза - моносахарид, що належить до дезоксигексоз.

## Поширення в природі
Входить до складу багатьох природних сполук, в яких присутня найчастіше в L-формі (рослинні та бактеріальні полісахариди, глікопротеїди, в тому числі речовини груп крові, олігосахариди молока); D-фукоза - компонент деяких рослинних глікозидів. Відомі ферменти (фукозидази), що відщеплюють залишок фукози від молекул олігосахаридів. Полімер фукози, що міститься в бурих водоростях і голкошкірих називається фукоїдан.
Ферменти, що розщеплюють фукоїдан називаються фукоїданази або фукоїдан гідролази.